# Ortenau
Die Ortenau (bis ins 16. Jahrhundert: Mortenau) ist eine geschichtliche Landschaft am rechten Oberrhein und in der Vorbergzone des Schwarzwalds in Baden-Württemberg. Der Name findet heute unter anderem noch in den Bezeichnungen Ortenaukreis, Ortenauer Wein und Ortenau-S-Bahn Verwendung.

## Geographie
Die Ortenau erstreckt sich auf rund 70 km Länge von der Oos bei Baden-Baden bzw. dem Unterlauf der Murg im Norden bis zum Bleichbach bei Herbolzheim im Süden, das bereits zum Breisgau gehört. Die Metropole der Ortenau sowie deren wirtschaftliches und kulturelles Zentrum ist Offenburg.

## Landschaftsbild

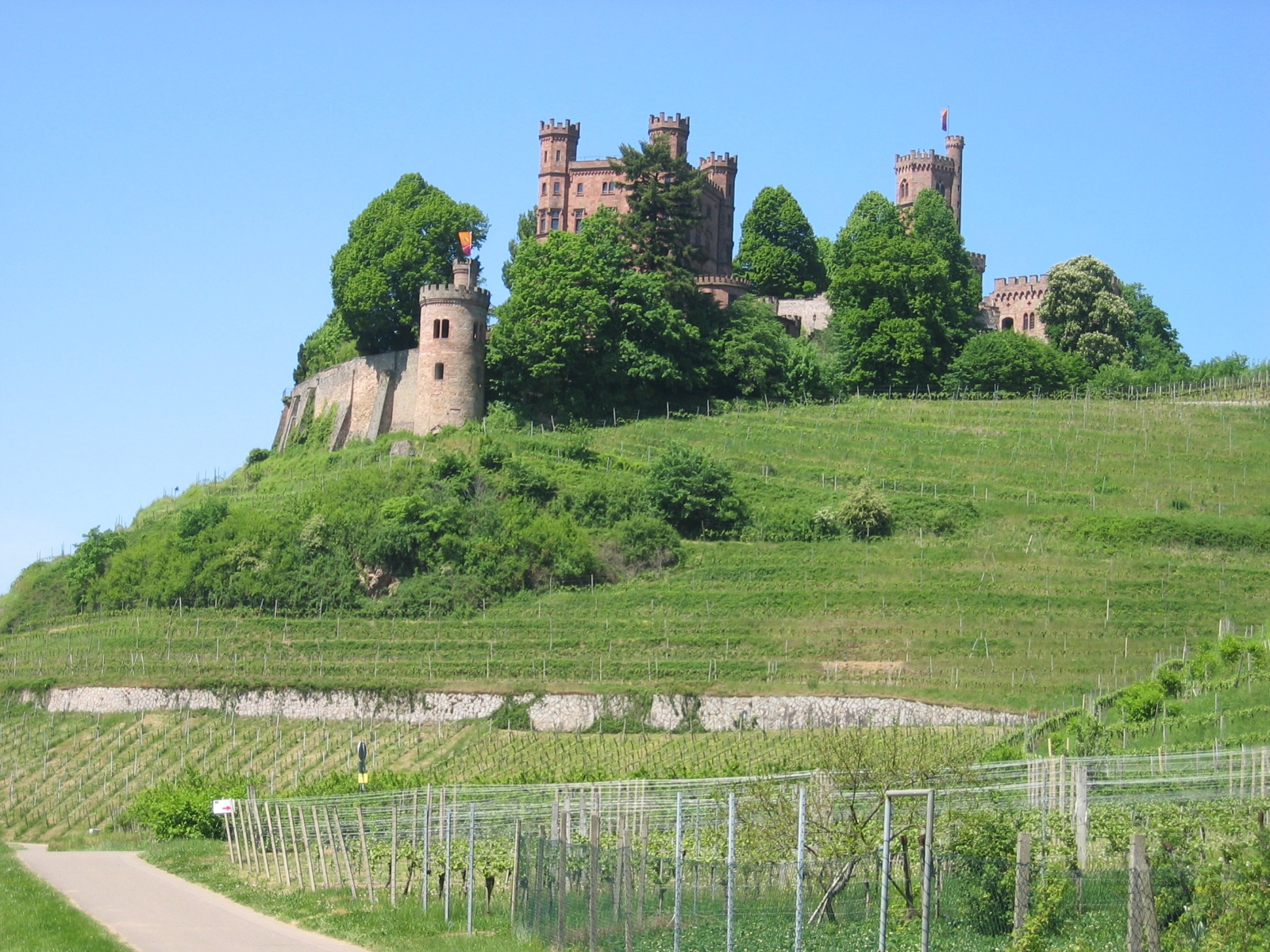
Schloss Ortenberg

Typisch für die Ortenau sind die steilen Westhänge des Schwarzwalds, die in hügelige Wein-, Obst- und Gemüseplantagen übergehen. Zum Teil sind diese Hügel auch bewaldet.

## Geschichte
Die Landschaft Ortenau geht auf eine Gaulandschaft zurück, die bereits 763 als Mordunouva bzw. Mori-dunum (keltisch für Sumpf-Festung) erwähnt wird. Namensgebend war eine Befestigung auf der vorspringenden, das Kinzigtal bewachenden Erhebung bei Ortenberg, auf der heute das Schloss Ortenberg zu finden ist.
Die Landschaft bezeichnete ein Herrschaftsgebiet von der Bleich, einem Nebenfluss der Elz, bis zur Oos bzw. dem Unterlauf der Murg. Die Gaugrafschaft Mortenau, wie sie auf Deutsch bezeichnet wurde, gehörte zum Herzogtum Schwaben. 888 trat ein gewisser Ebarhart als erster beglaubigter Graf der Mortenau auf.

### Reichsgrafschaft
Im Jahre 1007 kam die Reichsgrafschaft Mortenau an das von König Heinrich II. (seit 1014 röm. Kaiser – Ottone) gegründete Bistum Bamberg. Da die Bischöfe von Bamberg ihre Rechte in der weit von Bamberg gelegenen Grafschaft nicht persönlich wahrnehmen konnten, verliehen sie die Grafschaft an die Herzöge von Zähringen.
Nach dem Aussterben der herzoglichen Linie der Zähringer 1218 entstand ein Streit zwischen den Erben der Zähringer (Erben des Allodialeigentums, den Markgrafen von Baden, Grafen von Freiburg, Grafen von Fürstenberg, Herzögen von Teck), dem Bischof von Straßburg – in deren Machtbereich die Mortenau vor 1007 lag – und König Friedrich II. (seit 1220 röm. Kaiser – Staufer) um die Reichsgrafschaft.
Der König setzte sich schließlich durch, so dass die Reichsgrafschaft von 1218 bis 1254 in einer seltsamen Konstellation staufisch war. Friedrich II. war als Herzog von Schwaben Lehnsmann (d. h., er hatte die Grafschaftrechte inne) der Bischöfe von Bamberg; diese waren Vasallen des deutschen Königs – der wiederum Friedrich II. war.

### Landvogtei
Friedrich II. setzte zur Verwaltung der Reichsgrafschaft den Landvogt Hermann I. von Geroldseck ein. Nachdem Konradin, Enkel Friedrichs II., 1268 in Neapel hingerichtet worden war, zerfiel die Reichsgrafschaft in der Zeit des Interregnums.
Während des von 1314 bis 1330 dauernden Doppelkönigtums zwischen dem Wittelsbacher Ludwig dem Bayern und dem Habsburger Friedrich dem Schönen stand die Mortenau auf habsburgischer Seite. Regierungshandlungen Ludwigs des Bayern datieren daher erst seit dem Tode Friedrichs des Schönen und Ludwigs endgültiger Aussöhnung mit den Habsburgern im Hagenauer Vertrag vom 6. August 1330. Ludwig der Bayer setzte die Landvogtei Ortenau seit dieser Zeit weniger als Mittel zur Durch- und Umsetzung königlicher Macht ein, sondern benutzte sie, um kurzfristig Geldmittel zu erlangen oder Fürsten auf seine Seite zu ziehen. Er verpfändete u. a. das Tal Harmersbach an den Grafen von Fürstenberg. Landvogt war unter Ludwig zunächst Rudolf von Baden, der u. a. bei Konflikten zwischen dem Kloster Gengenbach und der Stadt Offenburg vermittelte. Nachfolger Rudolfs wurde wenige Jahre später Graf Ludwig von Oettingen, der das Amt gemeinsam mit seinem Bruder ausübte. Schon 1334 tauchte Markgraf Rudolf IV. als Landvogt der Ortenau auf, deren Pfandherr er zugleich war. Damit verlor das Landvogtamt vollends seinen ursprünglichen Charakter: Nominell war der Landvogt zwar immer noch vom König abhängig, tatsächlich war er aber nicht mehr absetzbarer Bevollmächtigter des Königs, sondern erblicher Pfandherr. Die Pfandschaft wurde auch später nie wieder für das Reich eingelöst, vielmehr wurde die Pfandsumme unter Karl IV. weiter erhöht und die Landvogtei damit dem Reich dauerhaft entfremdet.
1551 bzw. 1556 nahm Österreich die gesamte Pfandschaft an sich. 1701 wurde die Markgrafschaft Baden-Baden mit der Landvogtei belehnt.
Eine andauernde Machtzersplitterung in diesem Bereich ab dem späten 15. Jahrhundert begünstigte den wirtschaftlichen Niedergang der Region. Ein Chronist des frühen 16. Jahrhunderts leitete gar den Namen Mortenau von den kriminellen Aktivitäten in diesem Landstrich her. „Die Mortnaw, so geheißen, weil dort gar vill Mords- und Diebsgesindel hauset …“. Die konfessionellen Gegensätze der einzelnen Herrschaften in der Reformationszeit taten ein Übriges.
Der Name Mortenau verlor spätestens gegen Ende des 16. Jahrhunderts im Volksmund den ersten Konsonanten, sodass das mit ihm bezeichnete Gebiet seitdem als Ortenau bekannt ist.
1789 hatten die verschiedensten Herren Anteile an der Ortenau. Um 1800 herrschten die Markgrafen von Baden über die Herrschaft Mahlberg, die Grafen von Nassau über die Herrschaft Lahr, der Bischof von Straßburg über Gebiete im Renchtal sowie um Ettenheim und Ettenheimmünster, die Grafen von Hanau-Lichtenberg über das Hanauer Land, die Grafen von Geroldseck, ab 1634 die Grafen von der Leyen über die Geroldsecker Gebiete im Schuttertal, die Fürsten von Fürstenberg über Gebiete im oberen Kinzigtal und die Habsburger als Nachfolger der Grafen von Freiburg über die Reste der Landvogtei Ortenau. Offenburg, Gengenbach und Zell im unteren Kinzigtal waren Reichsstädte, das Harmersbachstal bildete das reichsunmittelbare Reichstal Harmersbach. Daneben gab es verschiedene kleine Reichsritterschaften wie Schmieheim, Rust, Altdorf-Orschweier, Meißenheim, Meersburg-Schopfheim oder Windeck (siehe auch Ortenauer Reichsritterschaft).
Zwischen 1803 und 1806 ging die gesamte Ortenau an das Großherzogtum Baden über. Hiervon ausgenommen war die Grafschaft Hohengeroldseck, welche erst 1819 badisch wurde.

## Landvögte in der Ortenau
- Hermann I. von Geroldseck, 1261 Landvogt im Elsass, Breisgau und in der Ortenau, X 1262 in der Schlacht von Hausbergen
- Walter III. von Geroldseck genannt Broegelin, 1310 Landvogt in der Ortenau, † vor 1323
- Hermann II. von Geroldseck, 1296/97 Landvogt in der Ortenau, X 1298 in der Schlacht bei Göllheim
- Otto V. von Ochsenstein, † 1327, 1291/1302 Landvogt der Ortenau, 1315/27 Landvogt im Elsass, 1318 Landvogt im Speyergau
- Georg von Bach, belegt 1449 und 1460[2]
- Bernhard von Bach, † ca. 1486; 1476 u. 1489 als kurpfälzer Landvogt belegt[2]
- Wolfgang von Fürstenberg, † 1509, um 1507 Hauptmann und Landvogt im Elsass und der Ortenau
- Franz Freiherr von Mörsperg, † vor 1567, 1555 Landvogt in der Ortenau
- Peter Freiherr von Mörsperg, † 1594, 1555 und 1587 Landvogt in der Ortenau

## Meteoriten
In der Ortenau sind in historischer Zeit zwei Meteoriten niedergegangen. 1671 fiel hier ein „10 Pfund“ (etwa 4,5 Kilogramm) schwerer Steinmeteorit, der aber als verschollen gilt. 2018 fiel bei Renchen ein Chondrit des Typs L5-6 mit einer Gesamtmasse von fast einem Kilogramm.